# Tetrafluoroboritan amonný
Tetrafluoroboritan amonný je anorganická sloučenina s chemickým vzorcem NH4BF4. V přírodě se vyskytuje jako minerál barberiit.

## Příprava
Tetrafluoroboritan amonný lze připravit reakcí fluoridu amonného s kyselinou boritou a sírovou:
8 NH4F + 2 H3BO3 + 3 H2SO4 → 2 NH4BF4 + 3 (NH4)2SO4 + 6 H2O
Lze jej také připravit reakcí amoniaku s kyselinou tetrafluoroboritou nebo hydrogendifluoridu amonného s kyselinou boritou:
NH3 + HBF4 → NH4BF4

## Vlastnosti
Tetrafluoroboritan amonný je bílá krystalická látka bez zápachu, která je rozpustná ve vodě. Ve vodě se pomalu rozkládá a její vodný roztok je kyselý.
Při tepelném rozkladu tetrafluoroboritan amonný uvolňuje toxické výpary fluorovodíku, oxidů dusíku a čpavku.

## Využití
Tetrafluoroboritan amonný je využíván jako analytické činidlo. Využívá se také v textilním a barvířském průmyslu nebo jako katalyzátor.